# 代安戈諾爾 (愛荷華州)
代安戈諾爾（英語：Diagonal）是一個位於美國愛荷華州靈戈爾德縣的城市。

## 地理
代安戈諾爾的座標為40°48′32″N 94°20′29″W / 40.80889°N 94.34139°W，而該地的平均海拔高度為350米（即1148英尺）。

## 人口
根據2010年美國人口普查的數據，代安戈諾爾的面積為2.33平方千米，當中陸地面積為2.33平方千米，而水域面積為0.00平方千米。當地共有人口330人，而人口密度為每平方千米141人。